# CXCR5
CXCR5 (kurz für CXC-Motiv-Chemokinrezeptor 5, auch Burkitt-Lymphom-Rezeptor 1 (BLR-1), Monocyte-derived receptor 15 (MDR-15), CD185) ist ein Rezeptorprotein aus der Familie der Chemokinrezeptoren. Dieser Rezeptor kommt insbesondere auf Lymphozyten, wie B- und T-Lymphozyten vor und kann in besonders hoher Dichte auf Zellen des Burkitt-Lymphoms nachgewiesen werden. CXCR5 wird durch ein Zytokin, das CXC-Motiv-Chemokin CXCL13 (BCA-1), aktiviert und spielt eine wichtige Rolle bei der zielgerichteten Anlockung (Chemotaxis) von B-Zellen.

## Biochemie

### Struktur
CXCR5 ist ein Transmembranprotein aus der Gruppe der G-Protein-gekoppelten Rezeptoren, das durch ein Gen auf dem Chromosom 11 Genlocus q23.3 codiert wird. Es sind zwei verschiedene Genprodukte bekannt, die durch alternatives Splicing entstehen.

### Rezeptoraktivierung
CXCR5 wird durch Bindung seines Liganden CXCL13 aktiviert. Nach Aktivierung des Rezeptors erfolgt eine Weiterleitung des Signals unabhängig von Gi-Proteinen durch Erhöhung der intrazellulären Calcium-Konzentration.

## Funktion
CXCR5 und sein Ligand CXCL13 sind für die Funktion der sekundären lymphatischen Organe, wie Lymphknoten, Milz und Peyer-Plaques, von großer Bedeutung. Ein Fehlen des Rezeptors hat eine Störung der Chemotaxis von Lymphozyten zur Folge. Die Entwicklung von Lymphknoten und Peyer-Plaques ist behindert und Primärfolikel weisen morphologische Veränderungen auf.
CXCR5 kann als ein Co-Rezeptor für das Andocken und Eindringen von HI-Viren des Typs 2 (HIV-2) dienen.